# Charles Nicolle
Pour les articles homonymes, voir Nicolle.
Charles Jules Henri Nicolle né le 21 septembre 1866 à Rouen (France) et mort le 28 février 1936 à Tunis (protectorat français de Tunisie) est un médecin et microbiologiste français.
Il est lauréat du prix Nobel de physiologie ou médecine de 1928.

## Biographie
Charles Nicolle est né à Rouen, où il a passé son enfance. Il est le fils d'Eugène Nicolle (1832-1884), médecin des hôpitaux de Rouen, et d'Aline Louvrier (1839-1925). Il est le frère du microbiologiste Maurice Nicolle (1862-1932) et du critique d'art Marcel Nicolle (1871-1934). Son neveu est le physicien et biochimiste Jacques Nicolle (1901-1971).
Il fréquente brillamment le lycée Corneille de Rouen, comme son père et ses frères. Il s'engage dans la voie médicale en novembre 1884, après avoir été tenté par des études d'histoire. Il suit son frère aîné Maurice à Paris, et devient interne en 1888. Il se forme à la faculté de Médecine de Paris (auprès d'Albert Gombault) puis à l'Institut Pasteur, où il suit les cours d'Émile Roux et d'Élie Metchnikoff. Il obtient le titre de docteur en médecine en juillet 1893 en soutenant une thèse intitulée Recherches sur le chancre mou.
Revenu à Rouen, il travaille à l'Hôpital et à l'École de Médecine et se consacre principalement à la dermatologie et à la syphiligraphie. Chef du laboratoire de bactériologie et de sérothérapie à la Faculté de médecine en 1896, il tente vainement d'ouvrir un centre d'enseignement de la microbiologie. En 1898, il fonde un sanatorium avec ses amis André Halipré et Joseph Cotoni à Oissel. Son activité essentielle reste cependant la lutte contre les maladies vénériennes.
Bientôt, son acuité auditive commence à décliner, ce qui l'empêche de pratiquer l'auscultation de ses patients. Cette infirmité l'oriente définitivement vers les travaux de laboratoire.
En 1903, succédant à Adrien Loir, neveu de Louis Pasteur, il prend la direction de l'Institut Pasteur de Tunis, qu’il dirige jusqu’à sa mort. Sa démission de son poste de professeur suppléant à Rouen et son départ pour Tunis sont motivés par de continuelles tensions avec l'École de médecine (dont dépend son laboratoire) et son directeur Raoul Brunon.
Il arrive en Afrique du Nord à un moment propice : le rôle pathogène des agents infectieux est de mieux en mieux cerné. Et il se retrouve confronté, dans ce lieu d'échanges entre populations, à de nombreuses maladies africaines peu étudiées en Europe. Il choisit le cobaye comme animal de laboratoire mais il utilise aussi l'expérimentation humaine. Il mène des recherches sur diverses maladies infectieuses, dont le typhus, la brucellose, la leishmaniose, le paludisme, le kala azar ou encore le trachome. Il décrit le rôle vecteur des animaux dans leur mode de propagation, et insiste sur l'existence d'« infection inapparente ».
Il travaille avec Ernest Conseil, Hélène Sparrow et Charles Comte sur une épidémie de typhus exanthématique qui sévit dans Tunis. L’équipe démontre en 1909 que l’agent vecteur de la maladie est le pou. En effet, les médecins notent qu’à l'hôpital Sadiki, le personnel ne contracte jamais le typhus, contrairement aux agents de l'hôpital qui reçoivent les patients et changent leurs vêtements (le règlement de cette institution imposait aux malades de ne porter que les vêtements de l’hôpital). L’hôpital Sadiki, ancienne caserne, avait un bain maure. Le malade y était rasé et débarrassé de ses poux ; il n'était plus contagieux. À partir de cette constatation, l'équipe conclut que des actes simples d’hygiène et la suppression du parasite suffisent à assurer la prophylaxie du fléau et à sauver des vies.
Nicolle reçoit le prix Nobel de physiologie ou médecine en 1928 « pour ses travaux sur le typhus », et est élu membre de l’Académie des sciences en 1929.

Kyste du parasite Toxoplasma gondii dans le cerveau d'une souris.

En 1908 et 1909,,, Nicolle décrit en compagnie de Louis Manceaux Toxoplasma gondii, protozoaire parasite responsable de la toxoplasmose, à partir d'un Goundi de l'Atlas. On estime maintenant qu'un tiers de la population mondiale est infectée par ce parasite.

Dans son ouvrage Destin des maladies infectieuses publiée en 1933, il écrit cette phrase prophétique concernant l’apparition de nouvelles maladies : 

« Il y aura donc des maladies nouvelles. C’est un fait fatal. Un autre fait, aussi fatal, est que nous ne saurons jamais les dépister dès leur origine. Lorsque nous aurons notion de ces maladies, elles seront déjà toutes formées, adultes pourrait-on dire. Elles apparaîtront comme Athéna parut, sortant toute armée du cerveau de Zeus. Comment les reconnaîtrons-nous, ces maladies nouvelles, comment soupçonnerions-nous leur existence avant qu’elles n’aient revêtu leurs costumes de symptômes ? Il faut bien se résigner à l’ignorance des premiers cas évidents. Ils seront méconnus, confondus avec des maladies déjà existantes et ce n’est qu’après une longue période de tâtonnements que l’on dégagera le nouveau type pathologique du tableau des affections déjà classées. »

Plus d'un demi-siècle après, Mirko Grmek, auteur d'une Histoire du sida parue en 1989 et l'un des principaux artisans, avec Stephen S. Morse (en), de la doctrine des maladies émergentes, tout en critiquant l'expression due à Charles Nicolle de « maladie nouvelle », qu'il estime imprécise, ne lui reconnait pas moins le mérite d'avoir soulevé le problème de l’émergence tant au point de vue gnoséologique qu’à celui de la connectivité spatiale (choléra) ou de l’évolution génétique, voire des effets indésirables de la civilisation (légionellose, fièvres hémorragiques en Afrique).
Charles Nicolle est resté très attaché à sa Normandie natale, mais il a aussi beaucoup aimé la Tunisie, qui l’a adopté. Durant son séjour à Tunis, il a participé activement à la vie intellectuelle et artistique de la Régence. Il écrit plusieurs romans, participe aux cercles intellectuels comme l'Âne d'Or et sera membre d'honneur de la Société française de graphologie.
Il est enterré à l’Institut Pasteur de Tunis,. Sur sa tombe, on peut voir deux rameaux entrelacés, pommier et olivier, symboles de la Normandie et de la Tunisie. L’ancien hôpital civil français de Tunis porte son nom depuis 1946. En 1953, l’Hôpital général de Rouen décide également, en reconnaissance de ses travaux, de prendre son nom.
Sa fille Marcelle Nicolle (1896-1985), également médecin, a parcouru le monde en soignant les malades. Elle a exercé la médecine à Tunis de 1927 à 1936, puis à Paris de 1937 à 1966.

## Distinctions
- Prix Nobel de physiologie ou médecine (1928).
- Membre de l’Académie des sciences (1929).
- Membre d'honneur de la Société française de graphologie.
- Commandeur de la Légion d'honneur (1931)[19].
- Professeur au Collège de France à la chaire de médecine expérimentale (1932).

## Œuvres et publications
En plus de nombreux articles scientifiques, Charles Nicolle a écrit tout au long de sa vie des ouvrages de fiction et de philosophie.
Leçons au Collège de France
- Introduction à la carrière de la médecine expérimentale, Paris, Félix Alcan, 1932.
- Destin des maladies infectieuses, Paris, Félix Alcan, 1933 et Presses universitaires de France (Paris), 1939 lire en ligne sur Gallica.
- L’Expérimentation en médecine, Paris, Félix Alcan, 1934.
- Responsabilités de la médecine (1 et 2), Paris, Félix Alcan, 1935 et 1936.

Œuvres de philosophie biologique et médicale
- Naissance, vie et mort des maladies infectieuses, Félix Alcan, Nouvelle collection scientifique, Paris, 1930
- Biologie de l’invention, Paris, Félix Alcan, 1932.
- La Nature, Paris, Félix Alcan, 1934.

Œuvres littéraires
- La Chronique de Maitre Guillaume Heurtebise (signé C.A***), Rouen, Imprimerie Lecerf fils, 1903.
- Le Pâtissier de Bellone, Paris, Calmann-Lévy, 1913.
- Les Feuilles de la sagittaire, Paris, Calmann-Lévy, 1920.
- La Narquoise, Paris, Calmann-Lévy, 1922.
- Les Menus Plaisirs de l’ennui, Paris, Rieder, 1924.
- Marmouse et ses hôtes, Paris, Rieder, 1927.
- Les Deux Larrons, Calmann-Lévy, 1929.

## Hommages
- Rue Charles-Nicolle dans le 12e arrondissement de Paris.
- Hôpital Charles-Nicolle du Centre hospitalier universitaire de Rouen
- Hôpital Charles-Nicolle de Tunis
- Fondation Charles-Nicolle[20]
- Avenue Charles Nicolle à Tunis
- Place Charles-Nicolle à Casablanca
- Écoles maternelle et élémentaire Charles Nicolle à Rouen, rive gauche.
- Collège Charles Nicolle de Sousse (devenu établissement français Philippe Seguin après sa fusion avec l'école Guy de Maupassant)
- Parc Charles Nicolle de Sousse communément appelé jardin public de Boujaafar, parc Boujaafar ou jardin aux oiseaux.
- Timbre-poste français CH. NICOLLE de 15 F. émis en 1958 dans la série Grands médecins (Philippe Pinel, Fernand Widal, René Leriche)